# Ondřej Kukal
Ondřej Kukal (* 14. srpna 1964 Praha) je současný český dirigent, houslista a hudební skladatel.

## Životopis
Působí jako dirigent, skladatel a houslista. Absolvoval Hudební fakultu AMU v Praze kde studoval hru na housle u profesora Josefa Vlacha a kompozici u Jindřicha Felda, završil provedením svého houslového koncertu, studium kompozice u Jindřicha Felda a dirigování ukončil uvedením vlastní skladby Danse symphonique pro velký orchestr. V letech 1985–1995 byl členem Nového Vlachova kvarteta (pozdější Vlachovo kvarteto). V letech 1991-1996 byl šéfdirigentem Jihočeské komorní filharmonie. V období 1996–1999 Ondřej Kukal působil jako stálý dirigent Symfonického orchestru Českého rozhlasu, s nímž pravidelně spolupracuje dosud. Byl koncertním mistrem Pražského komorního orchestru bez dirigenta (1996–2003), se kterým vystoupil mimo jiné v newyorském Lincoln Center, v Teatro Colón v Buenos Aires a ve vídeňském Musikvereinu. Během své dosavadní kariéry stanul u dirigentského pultu mnoha orchestrů, mj. České filharmonie, Symfonického orchestru hl. m. Prahy FOK, Janáčkovy filharmonie Ostrava, Českého komorního orchestru a dalších. Od roku 2002 působí jako šéfdirigent Filharmonie Hradec Králové.
Hostuje také v zahraničí, např. Slovenská filharmonie, Státní filharmonie Košice, řídil BBC Symphony Orchestra. Když v roce 2006 s úspěchem zahájil s rozhlasovými symfoniky Pražské jaro, kritika jeho výkon srovnávala s provedením Mé vlasti pod taktovkou Rafaela Kubelíka. Realizoval řadu CD i rozhlasových nahrávek.
Většina jeho kompozic (více než 30 opusových čísel) je vydána a pravidelně interpretována doma i v zahraničí.
V roce 1999 mu bavorská vláda poskytla stipendium, v jehož rámci při dlouhodobém pobytu v Německu zkomponoval svou Symfonii č. 1, op. 15, která získala v roce 2005 výroční cenu OSA. Další ocenění: Smyčcový kvartet č. I jednovětý - cena ve skladatelské soutěži Generace (1989) koncert pro klarinet Clarinettino - cena Classic (1994).

## Skladby
- Symfonietta pro velký smyčcový orchestr, op. 1 (1982), prem. 1983, Pražský studentský orchestr, V. Škampová
- Suita pro flétnu sólo, op. 2 (1982), prem. I. Junková
- Dechový kvintet, op. 3 (1984), prem. Dechové kvinteto 74
- Sonáta pro violoncello a klavír „Romantica", op. 4 (1984), prem. 1984, J. Bárta, O. Kukal
- Zpěvy staré Číny - písně pro baryton a klavír, op. 5 (1984), prem. 22.10.1984, J. Marek, O. Kukal
- Rhapsodie pro violoncello sólo op. 6 (1984), prem. 17.12.1984, J. Bárta
- Koncert pro housle a orchestr op. 7 (1985), prem. 20.5.1985, P. Špocrl, Mladý komorní orchestr, O. Kukal
- Scherzo - Rondo pro smyčcový kvartet op. 8 (1987), prem. 1988 Nové Vlachovo kvarteto
- Smyčcový kvartet č. l (jednovětý) op. 9 (1988), prem. 17.2.1989, Nové Vlachovo kvarteto, cena ve skladatelské soutěži Generace (1989)
- Danse symphonique - tanec pro velký orchestr op. 10 (1989), prem. 11.4.1989, Orchestr Pražské konzervatože, O. Kukal
- Clarinettino - koncertino pro klarinet a smyčce op. 11 (1994), prem. 21.8.1994, L. Peterková, Nové Vlachovo kvarteto, cena Classic (1994), povinná soutěžní skladba klarinetové soutěži Pražského jara (2008)
- Present - duo pro housle a violoncello op. 12 (1992), prem. 13.12.1993, J. Vlachová, M. Ericsson
- Fagotissimo - koncert pro fagot a smyčce op. 13 (1998), prem. 31.3.1998, M. Muzikář, Český komorní orchestr, O. Kukal
- Symfonie č. I „Se zvonkohrou” op. 15, prem. 12.4.2000, Jihočeská komorní filharmonie, O. Kukal, výroční cena OSA (2005)
- Symfonie č. II "Sinfonia da camera" - "Komorní symfonie" pro smyčcový orchestr op. 16 (1999), prem. Český komorní orchestr, O. Kukal
- Veliké stmívání, cyklus písní pro baryton a klavír na text Jiřího Ortena op. 17 (2002)
- Balada esspresiva pro violoncello a klavír op. 18 (2004), prem. 2008 Itálie, M. Ericsson a H. Suchárová
- Píseň vojína šílence pro baryton a orchestr na text Jakuba Demla op. 19 (2004), prem. 14. a 15.9.2005, R. Janál, Jihočeská komorní filharmonie, O. Kukal
- Fantasia concertante „Oboinna” pro hoboj a smyčce op. 20 (2005), prem. 9.11.2005 Wales Rakousko, J. Adamus, Český komorní orchestr, O. Kukal
- Veni Sancte Spiritus pro baryton a smyčcový orchestr op. 21 (2005), prem. 2005, Svatováclavský sbor v Pasekách nad Jizerou, Josef Waldmann
- Žalmy č. 40 a 42 op. 22 (2006), prem. 6.3.2007, R. Janál, Český komorní orchestr, O. Kukal
- Koncert pro flétnu "Flautianna" op. 23 (2007), prem. 10. 12. 2009, R. Stallman (USA), Filharmonie Hradec Králové, O. Kukal
- Veni, Creator Spiritus pro smíšený sbor op. 24 (2007), prem. 2011, sbor Orfej, J. Svejkovský
- Dvoje dveře - hudba k divadlu, autor Paul Maar op. 25 (2009), Bamberská filharmonie, O. Kukal
- Largo a Passacalia pro violoncellové kvinteto op. 27
- Bláznova žena op. 28 (2009), prem. 17.9.2009, Bardolino: P. Fischer, M. Klepáčová, C. Caller
- Contrabassiana - koncert pro kontrabas a smyčcový orchestr op. 29 (2010), prem. 7. a 8.3.2012, J. Waldmann, Jihočeská komorní filharmonie, O. Kukal
- Pozdní hodina - Afterstrych pro housle solo, inspirace obrazem Edvarda Muncha op. 30 (2012) prem. H. Kraggerud
- Cornissimo pro hornový kvartet a smyčce op. 31 (2011), prem. 31.03.2011, České hornové kvarteto: J. Vobořil, P. Hernych, Z. Rzounková, Z.Vašina, Filharmonie Hradec Králové, O. Kukal
- Violoncelliana, 2. rapsodie pro violoncello sólo op. 32 (2011), objednávka PJ pro soutěž 2012
- Bláznova žena, kantáta na slova Hanse Sachse op. 33 (2013) prem. 20.3.2014, L. Vernerová, M. Kapustová, R. Janál, J. Janda, Pražský filharmonický sbor, Filharmonie Hradec Králové, O. Kukal
- Trompetianna koncert pro trubku a smyčcový orchestr op. 34 (2012), prem. 5.11.2013, I. Vasil, Conca collegium
- Clarinettiana, klarinetové kvarteto op. 35 (2013), prem. 2014, Five Star Clarinet Quartet: J. Hlaváč, V. Mareš, I. Venyš, J. Mach
- Violiana pro violu sólo op. 36 (2014), prem. 2014, J. Pieruška